# Міріан Багратіоні
Міріан Багратіоні (груз. მირიან ბაგრატიონი; 19 серпня 1767 — 15 жовтня 1834) — грузинський царевич з династії Багратіоні, народився в сім'ї царя Іраклія II і цариці Дареджан Дадіані. Після підписання Георгіївського трактату 1783 році, вступив до російської армії, досягнувши звання генерал-лейтенанта. 1801 року поїхав до Санкт-Петербурга, де прожив до кінця життя та працював сенатором. Маючи літературний талант перекладав з російської і сам писав вірші.

## Молодість і військова кар'єра
Народився в сім'ї Іраклія II, царя Картлі-Кахетії, і його третьої дружини Дареджан, уродженої княжни Дадіані. П'ятий син і дев'ята дитина, народжена в цьому шлюбі. Після підписання Георгіївського договору 1783 року між Іраклієм II і Катериною II разом з братом, ієродиякон Антонієм II, вирушили до Санкт-Петербурга, де були прикріплені до імператорського двору. Прийнятий на військову службу Російської Імперії як полковник Ізюмського гусарського полку. Під час Російсько-турецької війни (1787—1792) служив на Кубані. Отримавши підвищення 1793 року став начальником Кабардинського піхотного полку (3 грудня 1796 року — 27 січня 1798 року). Проходив службу на Кавказькій лінії під командуванням графа Івана Гудовича. У ці роки регулярно листувався з батьком і грузинською знаттю.

## Повернення до Грузії
У січні 1798 року його батько перебував на межі смерті, Міріан поспішив до Телаві, взявши з собою лікаря з Астрахані. По прибуттю додому батько вже був мертвим. Новим царем став Георгій XII, старший син покійного царя і зведений брат Міріана. Вдова цариця Дареджан Дадіані наполягала, щоб її пасерб Георгій XII, згідно із заповітом 1791 року Іраклія II, передав царський престол не своїм синам, а братам. За новим правилом Міріан став би четвертим у спадкоємній лінії після Георгія, Юлона та Вахтанга. Цар Георгій XII відмовився від заповіту та намагався передати царський трон одному зі своїх синів в обхід молодших братів. 18 квітня 1799 року домігся від царя Павла I визнання його сина Давида спадкоємцем.
У грудні 1800 року тяжкохворий грузинський цар Георгій XII помер, заповівши трон своєму старшому синові Давиду XII. У цей час царевич Міріан, вийшовши на пенсію з російської служби, підтримував кандидатуру свого старшого брата Юлона на царський престол. Уряд Російської Імперії відмовився визнати нового монарха Давида XII і у вересні 1801 року заявив про ліквідацію царської влади в Картлі-Кахетинському царстві.

## Подальше життя у Російській Імперії
На відміну від своїх братів — Юлона, Фарнаваза, Олександра і Вахтанга — Міріан не взяв до рук зброю і не намагався протистояти депортації грузинської царської сім'ї. 15 березня 1801 року Міріан на вимогу Олександра I виїхав до Російської Імперії. Того ж року нагороджений орденом Святої Анни 1-го ступеня. З 1803 року постійно мешкав в Санкт-Петербурзі, де служив дійсним таємним радником і сенатором.
Під час перебування в Санкт-Петербурзі переклав з російської проповіді грецького релігійного автора Іліяса Мініатіса та трагедію «Водопад» німецького драматурга Йоагіма Вільгельма фон Браве. Як поет писав вірші про кохання під впливом своїх сучасників Давида Гурамішвілі та Бесікі, найкращих грузинських поетів доромантизму. Більш відомим є поетичне звернення Міріана до своїх товаришів-грузинських вигнанців: «Збирайтеся, юнаки, доблесні воїни» (მოვედით, მოყმენო, შეკრებით, ჯომ არდნო). Сприяв збереженню та передачі поезії Гурамішвілі, який жив у забутті у своєму маєтку в Україні. Вони познайомилися 1787 року у Кременчузі.
Помер 1834 року у Петербурзі у 67 років. Похований у некрополі грузинської знаті Олександро-Невської лаври.

## Сім'я
22 квітня 1814 року одружився в Санкт-Петербурзі з княжною Марією (17 червня 1788 — 31 травня 1815), донькою підполковника князя Олександра Яковича Хілкова. Вінчання відбулося у Морському Богоявленському соборі. Вона померла через рік після одруження і була похована в Олександро-Невській лаврі. Дітей не мав.